# トマス・ウルジー
トマス・ウルジー （英: Thomas Wolsey, PC, 1475年 - 1530年11月28日/29日）は、イングランドの聖職者、政治家。ウルジー枢機卿（ –すうききょう、英: Cardinal Wolsey）の名で知られる。国王ヘンリー8世の治世初期に寵臣として抜擢、信任を得て内政・外交に辣腕を振るった。なお、Wolseyの原語での発音はウォルズィーに近い。

## 生涯

### 王の側近に抜擢
イングランド東部サフォークのイプスウィッチに生まれた。父親は肉屋をしていた。地元のグラマースクールとオックスフォード大学のモードリン・カレッジで学び、カレッジのフェローに選出、1498年に聖職者の資格を得る。それからは貴族たちの知己を得ながらサマセットのリミントンを始め各地の聖職禄も獲得、カンタベリー大司教ヘンリー・ディーン付きの司祭（チャプレン）、カレー総督代理リチャード・ナンファン付きのチャプレンを経て、イングランド王ヘンリー7世の治世の1507年に王室礼拝堂付き司祭となり、ヘンリー7世に能力を買われ外交使節を務めた。しかし慎重なヘンリー7世から警戒され出世しなかったという。
1509年に即位したヘンリー8世にも認められ、非公式の秘書官に抜擢されて王とリチャード・フォックスら顧問官たちのパイプ役を務め、フォックスの引き立てもあり出世は続き1511年に枢密顧問官となった。1513年のヘンリー8世のフランス遠征（カンブレー同盟戦争）に伴う兵站、王への豪華な調度品移送などの準備に奔走した功績で王の覚えがめでたくなり、イングランド軍が占領したトゥルネーの司教とイングランドのリンカン司教に任命され、翌1514年にヨーク大司教にも任命され4000ポンドの莫大な不動産収入を手に入れたが、失脚するまで任地ヨークへ行かない教区不在聖職者であった。翌1515年にヘンリー8世からローマ教皇レオ10世への推薦で枢機卿にも任命、同年にウィリアム・ウォラムの後釜として大法官、1518年に教皇特使となる。これにより、聖俗共に司法権を握り教皇特使の権限でカンタベリーとヨーク双方の教会管区にも支配を及ぼし、イングランド教会の支配を一手に収めるようになった。教皇特使就任に当たって教会改革を約束したり、親交があるデジデリウス・エラスムスのイングランド滞在に尽力する一面もあった。
以後も1518年にバース・アンド・ウェルズ司教、1523年にダラム司教、1529年にウィンチェスター司教と収入の多い聖職禄を獲得、1521年にはセント・オールバンズ修道院からの収入も確保、1万ポンドにも上る収入を腹心たちへの金のばら撒き、ハンプトン・コート宮殿などの建築に浪費した。また愛人ジョアン・ラークとの間に庶子トマス・ウィンターを儲け、この庶子に便宜を図り2500ポンドを使ったという。
1515年にヘンリー8世の妹メアリーが夫のフランス王ルイ12世亡き後に許可無くサフォーク公チャールズ・ブランドンと再婚、王の怒りを買い窮地に陥ったサフォーク公と王の間を取り成してもいる。反面、1521年にバッキンガム公エドワード・スタッフォードに謀反の疑いありと王に通報、王妃キャサリン・オブ・アラゴンとの間に男児が無く、王位継承問題で猜疑心を募らせていた王が王家と血縁があるバッキンガム公を処刑するきっかけを作った（バッキンガム公本人はウルジーら卑賎の出の廷臣を見下していたが、王位に興味が無かったという）。

### 外交と内政改革
国政の細部に無関心な王から実務を任され、外国使節の間で「もう1人の国王」と渾名されたが、実際の王は外交・軍事に関しては積極的に関与、政事を自ら裁可することもあった。かたやウルジーは王の支持だけが基盤のため、彼の意向を忠実に汲み取り従うしか無かった。また教皇の地位を狙い、1521年のレオ10世死去、1523年のハドリアヌス6世死去で行われたコンクラーヴェに出馬したとされるが、ローマ教皇庁への連絡が疎かだと教皇と同輩の枢機卿から苦情が上がっていたこと、出馬はヘンリー8世の方が積極的でウルジー本人は不出馬を明言したことなどから否定されている。2度のコンクラーヴェで教皇はそれぞれハドリアヌス6世（1522年）、クレメンス7世（レオ10世の従弟、1523年）が選出されたが、後にヘンリー8世は離婚問題でクレメンス7世と決裂することになる。
外交はヨーロッパ諸国の調停者となることでイングランドの国際的地位を高めることを画策、そうした意図で1518年のロンドン条約を諸国との間で締結した。初めフランス王フランソワ1世とヘンリー8世との和睦になるはずだった話を、オスマン帝国に対する十字軍結成を教皇レオ10世が呼びかけたことを利用、教皇特使の地位を活用してキリスト教諸国の団結を目的にした同盟に纏め、批准国が20か国にもおよぶ平和条約へと規模を拡大させたのである。セント・ポール大聖堂で各国大使が一堂に会したイングランドの首都ロンドンは一時的ながら脚光を浴び、ウルジーは主君ヘンリー8世の国際的地位を上げて得意の絶頂に浸る一方で、フランスに60万クラウンでトゥルネーを返す実利も獲得している。1519年の神聖ローマ皇帝選挙でヘンリー8世に出馬を決意させたが当選はならず、ハプスブルク家のスペイン王カルロス1世が皇帝カール5世に選出、イングランドは栄光から一転してスペイン・神聖ローマ帝国を治めるハプスブルク家とフランスの間で翻弄されることになる。
1521年にフランスの侵攻で第三次イタリア戦争が勃発するとロンドン条約を主導した立場上フランス・スペインの調停に当たったが失敗、直接会見したカール5世からフランスへの共同出兵を要求され、出兵を2年後の1523年に引き延ばすことを条件に受けるしか無かった。1523年にイングランド軍は北フランスを攻めたが戦果は無く、1525年のパヴィアの戦いでスペイン・神聖ローマ帝国連合軍がフランソワ1世を捕らえる大勝利を飾り、翌1526年のマドリード条約でカール5世の覇権が確立されつつある中、イングランドは戦争で何も得られず、ウルジーはヘンリー8世共々軍資金の窮乏に苦しみ、1524年にイングランドへ臨時税（強制借用金）をかけようとして国内の猛反発で撤回する有様だった。マドリード条約によるスペインの強大化に警戒、皇帝の勢力を弱めようと一転してフランスと和睦、教皇クレメンス7世やヴェネツィアらイタリア諸国・フランスとコニャック同盟を結んでコニャック同盟戦争が始まったが、1527年のローマ劫掠でクレメンス7世はカール5世の影響下に置かれ、1529年のカンブレーの和約によるフランス・スペインの和睦でコニャック同盟戦争はカール5世が勝利、和睦を無視されたイングランドは孤立しウルジーの外交政策は暗礁に乗り上げてしまった。
内政では巨額の戦費を賄うため新税の徴収を図り、1513年の遠征費用に十分の一税と併用した特別税を考案して徴収したが戦費には足りず、1524年の強制借用金の徴収撤回など財政で苦慮した。一方で司法改革と社会問題も手掛け、国王の裁判権強化と大法官裁判所の発達と星室庁の強化、1517年から2年かけて囲い込みの実態調査および取り締まりを行い、地主たちを法廷に召喚して囲い込んだ土地について問い質した（その中には囲い込みの批判者トマス・モアもおり、囲い込んだ疑いがある土地を耕作地に戻し家屋も再建したと釈明したという）。教会改革も実行して約30ほどの小修道院の解散も行い、そこから得られた資産で母校オックスフォード大学と故郷イプスウィッチにカレッジ設立を考え、オックスフォード大学にカーディナル・カレッジ（後のクライスト・チャーチ）を創設したが、教会改革が中途半端に終わり、自身が多くの聖職禄を抱え豪奢な生活を送り、聖職者の悪弊の象徴を体現していたため人々の反聖職者感情を刺激した。かたや後にヘンリー8世統治下のイングランド政治を支えたトマス・クロムウェルを抜擢し1516年から召し抱え、小修道院の調査委員に任じて解散の実務およびカーディナル・カレッジとイプスウィッチのグラマースクールの管理に当たらせた。クロムウェルはウルジー失脚後は彼に代わる王の側近となり、ウルジーの小修道院解散より規模を拡大した修道院解散などに辣腕を振るうことになる。

### 離婚問題の解決失敗
王と王妃キャサリン・オブ・アラゴンの離婚問題に対するクレメンス7世の拒否返答により、王の激怒を受け、その絶大な信頼にかげりが出てきたのを見て取ったウルジーは、1525年、惜しげもなく巨大なハンプトン・コート宮殿を王に献上。王は既にアン・ブーリンと同棲を始めており、1527年の教皇への最終的な陳情も失敗した。教皇は同年のローマ劫掠でキャサリンの甥であるカール5世から圧力をかけられ、離婚に反対していたからである。1528年にはダラム司教とセント・オールバンズ修道院を取り上げられ、徐々に王から収入を削られ、サフォーク公とノーフォーク公トマス・ハワード、ノーフォーク公の義弟でアンの父であるロッチフォード子爵トマス・ブーリンらがウルジーの追い落としを画策する中、ウルジーの秘書スティーブン・ガーディナーとの交渉で教皇が提案したイングランドでの離婚裁判主宰に応じたが、離婚問題で皇帝を刺激したくない教皇の意を受けて時間稼ぎをする教皇特使ロレンツォ・カンペッジョ枢機卿の意向を変えられず、離婚を断固拒否するキャサリンと早く離婚を実現したい王の間に挟まれ苦境に立たされた。1529年6月にカンペッジョを迎え、自らも判事として参加した離婚審問もキャサリンの強硬な反対とカンペッジョの休廷宣言で不首尾のまま終わった。
王の離婚が遅々として進まないのに業を煮やしていたのはアンも同じで、彼女はウルジーが悪意で妨害していると思いこみ、彼を「私腹を肥やしている」と裁判所に告発した。10月に教皇特使として裁判を主宰したことを王を教皇の風下に置いたとして断罪され、教皇尊信罪で王座裁判所に告発されたウルジーは11月3日に大法官を罷免され（後任はモア）、追い打ちをかけるように全ての官位剥奪、全財産の没収の命令が下った。中には彼個人の所有でないヨーク大司教ロンドン公邸も含まれており、その過酷さに批判の声が一部に上がったほどだった（後にこの公邸はホワイトホール宮殿となる）。
ヘンリー8世の重臣に対する断罪がほとんど死罪であった中にあって、ウルジーは死罪を逃れ、大赦でヨーク大司教の地位だけは認められ、引退を許された。1530年1月に病気にかかったが、回復してからは初めロンドン郊外のリッチモンド、次いで4月にヨーク管区南端のサウスウェルへ移住した。8月にヨーク南部のケイウッドに入ったが、引退するどころか政治活動を再開、大司教区会議開催を布告したり教皇庁に使者を派遣したりした。これが王の猜疑心を呼び起こし、教皇庁私通の容疑で逮捕された。それからシェフィールド南のスクルービー城、ノッティンガムを経てロンドンへ護送される途中、レスター修道院で病死した。
権勢欲・金銭欲が強く、貴族から成り上がり者と蔑まれ、議会やジェントリからも不評を浴びた。後にウルジーの伝記を書いたジョージ・キャヴェンディッシュによれば、王の意を迎えたことによる急速な出世と、膨大な仕事を自分に任せるようそそのかした寵臣としての言動が描写されていた。当時彼が執務したヨーク大司教ロンドン公邸には常時500人の使用人がいたといわれ、ロンドン西部ハンプトンに建てた彼個人の館は今もハンプトン・コート宮殿として残る。財力と権力で名をとどろかす彼のもとには、多くの貴族・高官がご機嫌伺いに殺到したという一方で、慈善家としての一面も見られ、貧しい平民対象に無料の法律相談、あらゆる相談陳情に応じたといわれ、これら平民を相手とするロンドンの法律屋たちは商売にならなかったという逸話がある。

## 登場作品
- 『ヘンリー八世』 - ウィリアム・シェイクスピアの戯曲
- 『わが命つきるとも』 - 1966年の映画
- 『1000日のアン』 - 1969年の映画
- 『THE TUDORS〜背徳の王冠〜』 - 2007年から2010年のテレビドラマ
- 『ウルフ・ホール』 - 2015年のテレビドラマ
- 『ホワイト・プリンセス エリザベス・オブ・ヨーク物語』 - 2017年のテレビドラマ
- 『スパニッシュ・プリンセス キャサリン・オブ・アラゴン物語』 - 2019年のテレビドラマ